# Derek Minter
Derek Minter (Kent, 27 april 1932 – 2 januari 2015) was een Brits motorcoureur.
Zijn beste WK-seizoen was 1958 toen hij vijfde werd in het wereldkampioenschap wegrace. In 1960 won hij de North West 200 en in 1962 won hij de 250cc Lightweight TT.

## Beginjaren
Derek Minter was de zoon van een mijnwerker in Kent, die zelf ook van motorfietsen hield. Derek groeide op in Littlebourne, een klein plaatsje in de buurt van Canterbury. Hij kreeg een baan als hulp van een elektricien bij de Canterbury Bus Company maar werkte 's avonds en in de weekends ook als boerenknecht en appelplukker om wat extra geld te verdienen voor zijn eerste motorfiets. In 1948 schafte hij een 350cc BSA aan, waarmee hij aan trialwedstrijden deelnam. Na zijn dienstplicht bij de Royal Air Force bezocht hij al vaak races op het circuit van Brands Hatch en ging hij bij motorfietsdealer Ray Hallet (Hallets of Canterbury) werken. Hallet zelf was voormalig wegrace- en grasbaancoureur en hij nam Minter als monteur mee naar de Manx Grand Prix. Minter kreeg van Hallet een BSA CB34 Gold Star waarmee hij zich tot twee keer toe inschreef voor races op Brands Hatch maar uiteindelijk niet durfde te racen. Toen hij genoeg durf verzameld had, bleek zijn talent al snel. In 1955 nam hij deel aan de Senior race van de Manx Grand Prix. Vanaf dat moment ging Minter deelnemen aan meer races, ook op korte circuits op het Britse hoofdeiland. Hij reed o.a. met Norton Manx' en Matchless G45's.
Na vijf jaar voor Hallets gereden te hebben kreeg hij via de MV Agusta importeur Ron Harris de beschikking over lichte MV's, maar die misten toen nog het vermogen om goed te presteren. Hij kon wel nog met zijn BSA Gold Star in de zwaardere klassen uitkomen, maar zijn carrière ging niet echt vooruit. Minter werd taxichauffeur in Canterbury, waarbij hij vaak gevangenen van de lokale gevangenis naar andere plaatsen in het land moest brengen. In 1957 kreeg hij een goede kans om in de racerij terug te keren doordat de eigenaren van de Wincheap Garages hem als monteur aannamen maar meteen ook een raceteam opzetten waarin Derek Minter de beschikking kreeg over 350- en 500cc Manx Nortons. In de GP van België werd hij in de 500cc klasse derde. Na onenigheid met het team besloot Minter echter al snel om als freelance-coureur verder te gaan. In 1958 was Derek Minter fulltime professioneel coureur, zonder deel uit te maken van een team. Hij schreef zich met zijn eigen Nortons in voor de Isle of Man TT. In de Senior TT werd hij vierde en in de Junior TT negende, maar hij maakte zich voortdurend zorgen om zijn machines en om de gevaren van de Snaefell Mountain Course. Tegen het einde van zijn carrière maakte hij dan ook de keuze de dure en gevaarlijke trip naar het eiland Man niet meer te maken. In 1958 versloeg hij ook John Surtees op Brands Hatch. Surtees werd vrijwel onverslaanbaar geacht met zijn snelle maar zware MV Agusta 500 4C. In de winter gebruikte Minter zijn tijd om weer trials te rijden, maar het wegraceseizoen van 1959 begon met een crash op zijn lievelingscircuit Brands Hatch. Nadat hij was opgeknapt werd hij tweede op Oulton Park na een heftige strijd met winnaar Bob McIntyre. Op het eiland Man ging het opnieuw niet goed. In de Lightweight TT viel Minter uit met een REG en hij stapte tijdens de Senior TT af omdat hij het door de zware regenval niet verantwoord vond om door te rijden. In de Junior TT werd hij achtste. Toch had hij genoeg indruk gemaakt op enkele Europese fabrikanten. Hij kreeg motorfietsen van Moto Morini en MZ tot zijn beschikking. In de TT van Assen ging hij vijf ronden lang aan de leiding voordat hij met de 250cc Morini uitviel. Hij kwam ook uit in de GP's van België en Italië. Hij realiseerde zich dat hij met het startgeld van veel kleine regionale en nationale wedstrijden meer geld kon verdienen dan als lid van een groot team in het wereldkampioenschap wegrace. Minter voelde zich in een fabrieksteam ook niet goed thuis. Tijdens verschillende paasraces in 1960 verdiende hij veel start- en prijzengeld. Hij startte in negen races, waarvan hij er acht won en één tweede plaats haalde.

## Succesjaren
Minter bleef racen met Nortons die geprepareerd werden door Steven Lancefield (de Norton-fabriek had zich toen al uit de racerij teruggetrokken). Derek Minter was de eerste coureur die met een eencilinder motor de "Ton" (een rondetijd van meer dan 100 mijl per uur gemiddeld) op de Snaefell Mountain Course reed. In de derde ronde viel hij uit door een gescheurde benzinetank en Mike Hailwood werd nog dezelfde dag, ook met een Norton, de eerste coureur die met een eencilinder de hele race sneller dan 100 mph gemiddeld reed. De Nortons, die door de fabriek niet meer doorontwikkeld werden, kregen het steeds moeilijker en privé-tuners zoals Steve Lancefield en Ray Petty namen de preparatie steeds meer op zich. In 1961 werd hij voor de tweede keer Brits kampioen. 1962 Was een zeer succesvol jaar voor Derek Minter. Hij werd nog steeds gesteund door Ray Hallet en had voldoende racemotoren tot zijn beschikking, zelfs een fabrieks-Norton 650 SS voor de klasse tot 1.000cc en een Petty-Norton Manx voor de 500cc klasse. Hij werd Brits 500-, 350- en 250cc kampioen. Tijdens een race op Brands Hatch won hij vijf klassen. Zijn persoonlijk belangrijkste overwinning in dat jaar was bij de Mallory Park 1000 Guineas Race of the Year, maar internationaal baarde hij meer opzien door in de Lightweight TT met een één jaar oude Honda RC 162 die hij van de Britse Honda-importeur had gekregen de fabrieks-Honda's (waaronder die van Jim Redman) te verslaan. Hij wisselde tijdens de race vijf maal van positie met Redman en moest ook Bob McIntyre passeren. Aan het einde van de race dacht Minter dat zijn Honda niet helemaal gezond meer liep en toen de motor uit elkaar werd gehaald bleek dat het carter op drie plaatsen was gescheurd. Hij hoopte daarna fabrieksmachines van Honda te krijgen, maar zoals ook Mike Hailwood al had gemerkt was men daar niet gediend van privécoureurs die de fabrieksrijders het nakijken gaven. De lezers van Motor Cycle News riepen Derek Minter uit tot "Man of the Year".  In 1963 maakte Derek Minter deel uit van Scuderia Duke, het team van Geoff Duke. Duke ging ervan uit dat de eveneens verouderde Gilera 500 4C nog steeds sneller zou zijn dan de meeste andere 500cc-racers, zelfs de MV Agusta 500 4C. Minter won eind 1962/begin 1963 wedstrijden in Silverstone, Brands Hatch en Oulton Park en in Imola werden Minter en zijn teamgenoot John Hartle eerste en tweede en versloegen ze de nieuwe ster van MV Agusta, Mike Hailwood. In mei racete Minter met een Norton op Brands Hatch. Hij crashte met Dave Downer op een 650 cc Dunstall Norton Domiracer. Downer overleed hierbij en Minter kwam in het ziekenhuis terecht. Hij werd bij "Scuderia Duke" vervangen door Phil Read. Minter herstelde van zijn verwondingen en in augustus reed hij weer voor Scuderia Duke in de Ulster Grand Prix. Hij werd derde achter Hailwood en Hartle. In de GP van de DDR werd Derek Minter tweede achter Mike Hailwood. Aan het einde van het seizoen 1963 werd het experiment met de Gilera's niet meer voortgezet en het team van Geoff Duke werd ontbonden. Toch was dit nog niet het einde van de races met de Gilera 500 4C. Hoewel Gilera financieel aan de grond zat en er nauwelijks nog motorfietsen verkocht werden, werden de 500 cc racers in 1964 en 1966 soms nog uitgeleend aan coureurs. Benedicto Caldarella, Silvio Grassetti, Remo Venturi en Derek Minter reden er soms nog wedstrijden mee. De laatste wedstrijd van de Gilera 500 4C was de Senior TT van 1966. Minter financierde zelf de overtocht van de machine en monteur Luigi Colombo naar het eiland Man. Lino Tonti had enkele jaren voor Gilera gewerkt en hij had de machine voorzien van een zevenversnellingsbak. Minter trainde ermee op Man, maar de machine stuurde niet goed. Minter dacht dat hij dat had kunnen verhelpen met betere schokdempers, maar zover kwam het niet. Bij Brandish Corner viel hij, waarbij hij zijn pols brak.

## Laatste racejaren
Vanaf 1964 ging Minter weer met verschillende andere machines racen. Daaronder waren 250cc Cottons en 350- en 500cc Seeleys. In 1967 beëindigde Derek Minter zijn racecarrière. 
Minter leefde verder als eigenaar/chauffeur van zijn eigen transportbedrijfje waarbij hij opleggers vanaf Dover naar bestemmingen in het Verenigd Koninkrijk bracht. In de jaren negentig keerde hij net als veel andere oud-coureurs terug naar de circuits om deel te nemen aan de steeds populairder wordende Classic evenementen. Een ongeval in 2000 in Darley Moor maakte hier een einde aan.

## Trivia
- Derek Minter stond bekend als een slechte starter. Vaak was hij nog bezig met zijn duwstart terwijl de rest van het veld al lang en breed onderweg was. Veel van zijn goede klasseringen waren dan ook het gevolg van een inhaalrace en dat droeg bij aan de populariteit van Derek Minter bij het publiek.
- In internationale races in Engeland was Minter een rivaal van John Cooper. Minter stond bekend als "King of Brands", Cooper als "Master of Mallory".
- De Portobello Straight op Brands Hatch werd omgedoopt tot "Derek Minter Straight".
- In 1960 cirkelde een aantal fans van Derek Minter uit Canterbury in een oude Dakota boven het eiland Man, wachtend op een gaatje in de mist en laaghangende bewolking om te kunnen landen. De reis was georganiseerd door Minter's voormalig werkgever Ray Hallet.

## Wereldkampioenschap wegrace resultaten
| Jaar | Klasse | Team          | Motorfiets      | 1       | 2       | 3          | 4       | 5       | 6       | 7       | 8     | 9     | 10      | 11    | 12    | 13    | Punten | Plaats | Overwinningen |
| ---- | ------ | ------------- | --------------- | ------- | ------- | ---------- | ------- | ------- | ------- | ------- | ----- | ----- | ------- | ----- | ----- | ----- | ------ | ------ | ------------- |
| 1957 | 500 cc | Privé         | Norton 30M Manx | DUI -   | IOM 16  | NED 9      | BEL 4   | ULS -   | NAT -   |         |       |       |         |       |       |       | 3      | 12e    | 0             |
| 1958 | 350 cc | Privé         | Norton 40M Manx | IOM 9   | NED 4   | BEL 4      | DUI -   | ZWE -   | ULS 6   | NAT -   |       |       |         |       |       |       | 7      | 8e     | 0             |
| 1958 | 500 cc | Privé         | Norton 30M Manx | IOM 4   | NED 3   | BEL -      | DUI -   | ZWE -   | ULS 4   | NAT -   |       |       |         |       |       |       | 10     | 5e     | 0             |
| 1959 | 125 cc | MZ            | RE 125          |         | IOM -   | DUI -      | NED 5   | BEL 4   | ZWE -   | ULS -   | NAT 4 |       |         |       |       |       | 8      | 7e     | 0             |
| 1959 | 250 cc | Privé         | REG             |         | IOM DNF |            |         |         |         |         |       |       |         |       |       |       | 7      | 7e     | 0             |
| 1959 | 250 cc | Moto Morini   | 250 GP          |         |         | DUI -      | NED 3   |         | ZWE -   | ULS -   | NAT 4 |       |         |       |       |       | 7      | 7e     | 0             |
| 1959 | 350 cc | Privé         | Norton 40M Manx | FRA -   | IOM 8   | DUI -      |         |         | ZWE -   | ULS -   | NAT - |       |         |       |       |       | 0      | -      | 0             |
| 1959 | 500 cc | Privé         | Norton 30M Manx | FRA -   | IOM DNF | DUI -      | NED DNF | BEL 10  |         | ULS -   | NAT - |       |         |       |       |       | 0      | -      | 0             |
| 1960 | 250 cc | Privé         | Bianchi         |         | IOM DNF | NED -      | BEL -   | DUI -   | ULS -   | NAT -   |       |       |         |       |       |       | 0      | -      | 0             |
| 1960 | 350 cc | Privé         | Norton 40M Manx | FRA -   | IOM 4   | NED -      |         |         | ULS -   | NAT -   |       |       |         |       |       |       | 3      | 11e    | 0             |
| 1960 | 500 cc | Privé         | Norton 30M Manx | FRA -   | IOM DNF | NED -      | BEL -   | DUI -   | ULS -   | NAT -   |       |       |         |       |       |       | 0      | -      | 0             |
| 1961 | 350 cc | Privé         | Norton 40M Manx |         | DUI -   |            | IOM 4   | NED -   |         | DDR -   | ULS - | NAT - | ZWE -   |       |       |       | 3      | 13e    | 0             |
| 1961 | 500 cc | Privé         | Norton 30M Manx |         | DUI -   | FRA -      | IOM 30  | NED -   | BEL -   | DDR -   | ULS - | NAT - | ZWE -   | ARG - |       |       | 0      | -      | 0             |
| 1962 | 50 cc  | Privé         | Honda CR 110    | SPA -   | FRA -   | IOM 9      | NED -   | BEL -   | DUI -   |         | DDR - | NAT - | FIN -   | ARG - |       |       | 0      | -      | 0             |
| 1962 | 125 cc | Privé         | Honda CR 93     | SPA -   | FRA -   | IOM 4      | NED -   | BEL -   | DUI -   | ULS -   | DDR - | NAT - | FIN -   | ARG - |       |       | 3      | 16e    | 0             |
| 1962 | 250 cc | Privé         | Honda RC 162    | SPA -   | FRA -   | IOM 1      | NED -   | BEL -   | DUI -   | ULS -   | DDR - | NAT - |         | ARG - |       |       | 8      | 6e     | 1             |
| 1962 | 350 cc | Privé         | Norton 40M Manx |         |         | IOM DNF    | NED 5   |         |         | ULS -   | DDR - | NAT - | FIN -   |       |       |       | 2      | 12e    | 0             |
| 1962 | 500 cc | Privé         | Norton 30M Manx |         |         | IOM DNF    | NED 2   | BEL -   |         | ULS DNF | DDR - | NAT - | FIN -   | ARG - |       |       | 6      | 10e    | 0             |
| 1963 | 250 cc | Benelli       | 250 4C          | SPA -   | DUI -   | FRA afgel. | IOM -   | NED -   | BEL -   | ULS -   | DDR - |       | NAT DNF | ARG - | JAP - |       | 3      | 16e    | 0             |
| 1963 | 500 cc | Scuderia Duke | Gilera 500 4C   |         |         |            | IOM -   | NED -   | BEL -   | ULS 3   | DDR 2 | FIN - | NAT DNF | ARG - |       |       | 10     | 7e     | 0             |
| 1964 | 250 cc | Suzuki        | RZ 64           | USA -   | SPA -   | FRA -      | IOM DNF | NED -   | BEL -   | DUI -   | DDR - | ULS - |         | NAT - | JAP - |       | 0      | -      | 0             |
| 1964 | 350 cc | Privé         | Norton 40M Manx |         |         |            | IOM 4   | NED 6   |         | DUI -   | DDR - | ULS - | FIN -   | NAT - | JAP - |       | 4      | 12e    | 0             |
| 1964 | 500 cc | Privé         | Norton 30M Manx | USA -   |         |            | IOM 2   | NED DNF | BEL -   | DUI -   | DDR - | ULS - | FIN -   | NAT - |       |       | 6      | 8e     | 0             |
| 1965 | 250 cc | Privé         | Cotton          | USA -   | DUI -   | SPA -      | FRA -   | IOM 9   | NED -   | BEL -   | DDR - | TSJ - | ULS -   | FIN - | NAT - | JAP - | 0      | -      | 0             |
| 1965 | 350 cc | Privé         | Norton 40M Manx |         | DUI -   |            |         | IOM DNF | NED -   |         | DDR - | TSJ - | ULS -   | FIN - | NAT - | JAP - | 0      | -      | 0             |
| 1965 | 500 cc | Privé         | Norton 30M Manx | USA -   | DUI -   |            |         | IOM DNF | NED DNF | BEL 3   | DDR - | TSJ - | ULS -   | FIN - | NAT - |       | 4      | 11e    | 0             |
| 1966 | 250 cc | Privé         | Cotton          | SPA DNF | DUI -   | FRA -      | NED -   | BEL -   | DDR -   | TSJ -   | FIN - | ULS - | IOM -   | NAT - | JAP - |       | 0      | -      | 0             |
| 1966 | 500 cc | Privé         | Norton 30M Manx | SPA -   | DUI DNF | FRA -      | NED -   | BEL -   | DDR -   | TSJ -   | FIN - | ULS - | IOM -   | NAT - | JAP - |       | 0      | -      | 0             |
| 1967 | 350 cc | Privé         | Norton 40M Manx |         | DUI -   |            | IOM -   | NED 15  |         | DDR -   | TSJ - |       | ULS -   | NAT - |       | JAP - | 0      | -      | 0             |
| 1967 | 500 cc | Privé         | Norton 30M Manx |         | DUI DNF |            | IOM -   | NED 7   | BEL -   | DDR 6   | TSJ - | FIN - | ULS -   | NAT - | CAN - |       | 1      | 22e    | 0             |